# Wallerfing
Wallerfing là một đô thị ở huyện Deggendorf bang Bayern nước Đức. Đô thị Wallerfing có diện tích km², dân số thời điểm ngày 31 tháng 12 năm 2006 là 13người.